# Libellus de exordio

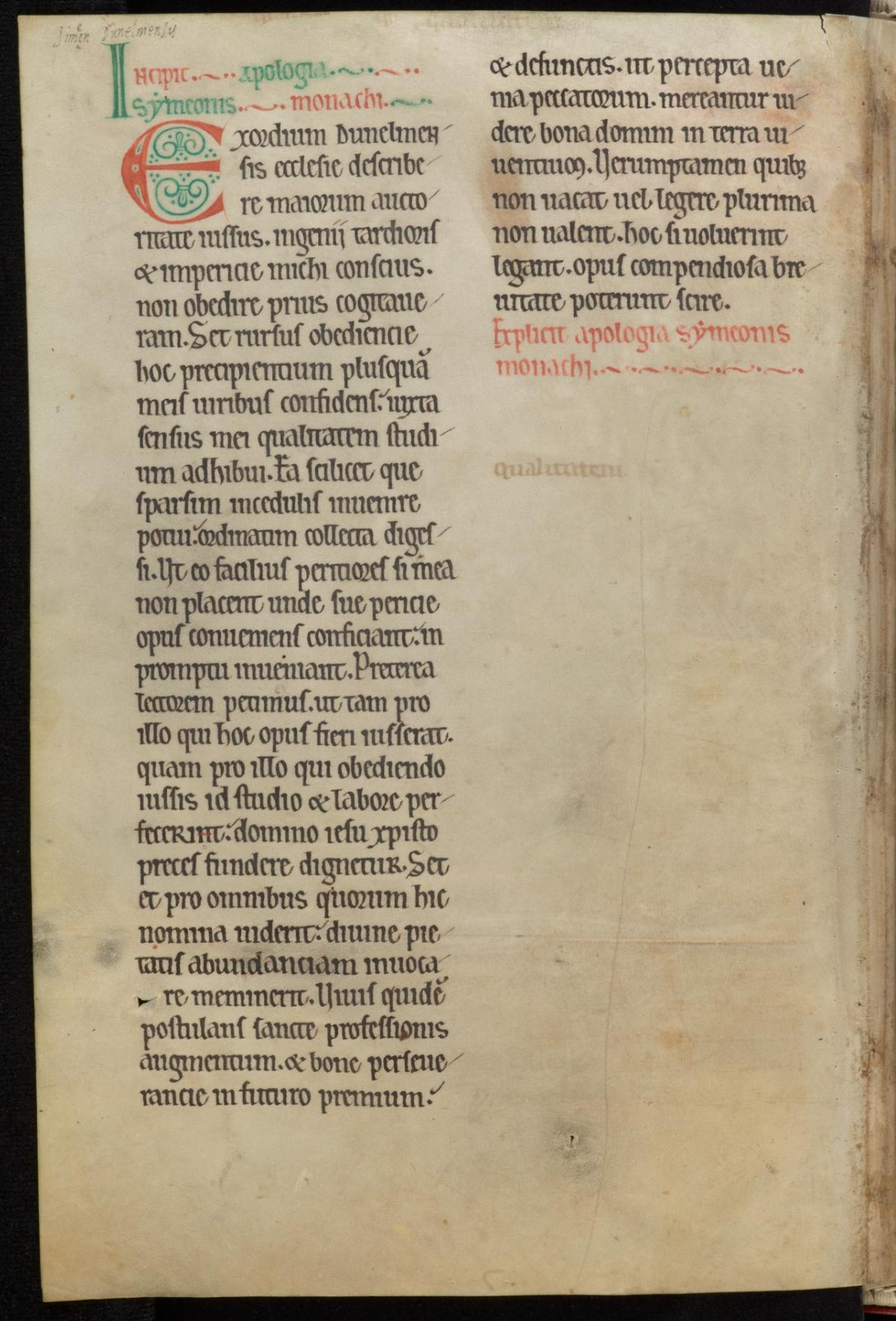
La préface du Libellus de exordio dans le manuscrit Cambridge Ff. i.27 (p. 122).

Le Libellus de exordio (« Petit livre des origines »), également appelé Historia Dunelmensis ecclesiæ (« Histoire de l'Église de Durham ») est une chronique médiévale rédigée dans le Nord de l'Angleterre au début du XIIe siècle. Elle est traditionnellement attribuée au moine Siméon de Durham.
Son titre complet est Libellus de exordio atque procursu istius, hoc est Dunhelmensis, ecclesie, soit « Petit livre des origines et du progrès de cette église, c'est-à-dire de Durham ». Il retrace l'histoire du diocèse de Durham des origines du christianisme en Angleterre jusqu'à la mort de l'évêque Guillaume de Saint-Calais, en 1096.

## Manuscrits
Il subsiste dix copies du Libellus de exordio, préservées dans les manuscrits suivants.
| Cote                  | Lieu de conservation             | Abréviation (Rollason) |
| --------------------- | -------------------------------- | ---------------------- |
| Cosin V.II.6          | University Library (en) (Durham) | C                      |
| Cotton Faustina A.V   | British Library (Londres)        | F                      |
| Ff. i.27              | University Library (Cambridge)   | Ca                     |
| A.IV.36               | Cathedral Library (en) (Durham)  | D'                     |
| Holkham misc. 25      | Bibliothèque Bodléienne (Oxford) | H                      |
| Cotton Titus A.II     | British Library (Londres)        | T                      |
| Cotton Vespasian A.VI | British Library (Londres)        | V                      |
| XVI.I.12              | Minster Library (en) (York)      | Y                      |
| Fairfax 6             | Bibliothèque Bodléienne (Oxford) | Fx                     |
| Laud misc. 700        | Bibliothèque Bodléienne (Oxford) | L                      |

## Résumé
Le Libellus de exordio est divisé en quatre livres :
- le livre I, du règne d'Oswald à celui de Ceolwulf (634-737) ;
- le livre II, de la mort de Ceolwulf à l'avènement de l'évêque de Durham Aldhun (737-995) ;
- le livre III, de l'avènement d'Aldhun au meurtre de l'évêque Guillaume Walcher (995-1080) ;
- le livre IV, de l'avènement de l'évêque Guillaume de Saint-Calais à sa mort (1080-1096).

Le texte insiste sur la continuité historique de la communauté religieuse de Durham. Son saint patron Cuthbert de Lindisfarne y apparaît fréquemment à travers le récit coloré des miracles qui lui sont attribués. L'auteur s'efforce également de justifier la décision de Guillaume de Saint-Calais de chasser le clergé séculier de la cathédrale de Durham pour le remplacer par une communauté de moines. Les souvenirs des clercs chassés semblent avoir servi de source au texte.
Dans certains manuscrits, le Libellus de exordio est prolongé par un résumé reprenant son contenu jusqu'à la fondation d'un prieuré bénédictin à Durham vers 1083. Ce résumé pourrait aussi bien avoir été écrit avant qu'après le texte principal. La plupart des manuscrits (à l'exception de F et V) présentent également une continuation couvrant la période allant de l'épiscopat de Rainulf Flambard (1099-1128) à la nomination de Guillaume de Sainte-Barbe (1143-1152). Dans le manuscrit Ca, elle se poursuit jusqu'à Hugues du Puiset (1153-1195).

## Auteur et date
D'après sa préface, le Libellus de exordio a été rédigé à la demande des chefs de la communauté monastique de Durham, peut-être par le prieur Turgot lui-même. L'événement le plus tardif auquel le texte fait allusion est l'ouverture de la tombe de Cuthbert, le 29 août 1104. Les deux manuscrits les plus anciens, C et F, ont été rédigés dans le même scriptorium à l'époque où Turgot était prieur de Durham, une position qu'il abandonne au plus tard en 1115, mais peut-être dès avant 1107. Le texte ne peut être daté plus précisément que de cette fourchette 1104 – (1107 × 1115).
Le Libellus de exordio est traditionnellement attribué à Siméon de Durham, chantre à la cathédrale de Durham au tournant du XIIe siècle. Cette attribution repose sur des rubriques ajoutées dans le manuscrit Ca à la fin du XIIe siècle et une rubrique ajoutée dans le manuscrit H vers 1300. Bien que Siméon ne soit mentionné dans aucun des deux plus anciens manuscrits, les chercheurs modernes ne remettent pas en cause cette attribution. Néanmoins, David Rollason, responsable de l'édition la plus récente du Libellus, considère davantage Siméon comme le coordinateur et compilateur du texte plutôt que comme son unique auteur.

## Éditions
Le Libellus de exordio a connu quatre éditions modernes :
- Roger Twysden, Historiae Anglicanae Scriptores X, 1652 ;
- Thomas Belford, Symeonis monachi Dunhelmensis, Libellus de exordio atque procursu Dunhelmensis ecclesie, 1732 ;
- Thomas Arnold (en), Symeonis Monachi Opera Omnia I, 1882-1885 ;
- David Rollason, Libellus de exordio atque procursu istius, hoc est Dunhelmensis, ecclesie, 2000.